# Aloísio (football, 1988)
Pour les articles homonymes, voir Aloísio.
Aloísio dos Santos Gonçalves (chinois : 洛国富 / pinyin : Luo Guofu), dit Aloísio, né le 19 juin 1988 à Araranguá au Brésil, est un footballeur sino-brésilien évoluant au poste d'attaquant.

## Biographie

### Débuts au Brésil (2006-2013)
Aloísio commence sa carrière professionnelle au sein de son club formateur, le Grêmio. En 2007, il est prêté en Europe au FC Chiasso, modeste club suisse de deuxième division.  
Il inscrit 13 buts en Serie A brésilienne en 2012, puis 11 en 2013. Le 26 août 2012, il est l'auteur d'un triplé avec le club de Figueirense, lors de la réception du Coritiba FC. Le 27 octobre 2013, il inscrit un nouveau triplé avec le São Paulo FC, sur la pelouse du SC Internacional. Il atteint également les huitièmes de finale de la Copa Libertadores en 2013 avec l'équipe de São Paulo.

### Évolution en Chine (depuis 2014)
Le 1er janvier 2014, il s'en va en Chine pour l'équipe du Shandong Luneng Taishan pour cinq millions d'euros. Avec ce club, il gagne la coupe nationale en 2014. En 2015, le Brésilien remporte le soulier d'or du championnat avec 21 buts, et la Super Coupe. Lors de la saison 2015, il est l'auteur de cinq doublés en championnat. Il quitte le club en héros avec une moyenne d'un but tous les deux matchs.
Au cours de la saison 2016, il s'engage pour le Hebei China Fortune, qui joue alors sa première saison en Chinese Super League. Il marque une moyenne de deux buts tous les trois matchs.
Une fois son contrat terminé, il rejoint Meixian Techand, fraîchement promu en deuxième division chinoise, où il marque 23 buts en 51 matchs. Son club, entre-temps rebaptisé Guandong South China Tiger, est dissout pendant l'intersaison 2019-2020. Il rejoint, libre, le Guangzhou Evergrande.

### Parcours international
Il est naturalisé citoyen chinois en 2019 et est sélectionné pour la première fois en mai 2020 pour disputer des matchs amicaux contre le Shanghai Shenhua et le Shanghai SIPG les 10 et 26 mai.